# Shizuo Fujieda
Shizuo Fujieda (藤枝 静男, Fujieda Shizuo, 20 décembre 1907 - 16 avril 1993) est un ophtalmologue et écrivain japonais. Influencé par Shiga Naoya, il est un important représentant du courant du « je-roman » (shishōsetsu).

## Prix importants
- 1974 Prix Taiko Hirabayashi
- 1976 Prix Tanizaki pour Denshin ugaku (田紳有楽)
- 1979 Prix Noma pour Kanashii dake (悲しいだけ)

## Liste de titres (sélection)
- Inu no chi, 1957.
- Rakudai menjō, 1968.
- Gongu jōdo, 1970.
- Aru toshi no fuyu aru toshi no natsu, 1971.
- Kyōto Tsuda Sanzō, 1971.
- Gūmoku gudan, 1972.
- Aikokushatachi, 1973.
- Fujieda Shizuo sakuhin shu, 1974.
- Isho domu, 1975.
- Shōkan keidan, 1975.
- Denshin ugaku (田紳有楽), 1976.
- Fujieda Shizuo chosaku shū, 1976-1977.
- Bōkai henshi, 1978.
- Kanashii dake (悲しいだけ), 1979.
- Kyōto Tsuda Sanzō, 1979.
- Sakka no shisei, 1980.
- Kyokai, Tōkyō : Kōdansha, 1983.